# Linea di successione al trono del Brasile

Lo stemma della monarchia brasiliana.

La linea di successione al trono del Brasile segue il criterio della primogenitura a preferenza maschile. La monarchia in Brasile terminò nel 1889 a seguito di un colpo di Stato militare contro l'Imperatore Pietro II e la proclamazione della repubblica.
Nel 1993 in Brasile si organizzò un referendum monarchia-repubblica, che vide il successo di quest'ultima.
Attualmente esiste una controversia circa l'attribuzione del titolo di capo della casa fra il principe Luigi d'Orléans-Braganza ed il principe Pietro Gastone d'Orléans-Braganza. Oggi il capo della Casa Imperiale è sotto una disputa tra i due pretendenti.

## Successione al trono
- Pietro II del Brasile (15 novembre 1889 - 5 dicembre 1891)
- Isabella del Brasile (5 dicembre 1891 - 14 novembre 1921)
- Pietro Enrico d'Orléans-Braganza (14 novembre 1921 – 5 luglio 1981)

### La controversia
Nel 1908 il figlio di Isabella, Pietro d'Orléans-Braganza, sposò Elisabetta Dobrzensky de Dobrzenicz. Isabella dichiarò che il matrimonio non sarebbe stato valido per la successione brasiliana e, di conseguenza, egli rinunciò ai suoi diritti al trono del Brasile il 30 ottobre 1908. Così alla morte di Isabella nel 1921 le succedette il nipote, Pietro Enrico d'Orléans-Braganza.
Nel 1981 Luigi d'Orleans-Braganza succedette al padre, principe Pietro Enrico, come pretendente al trono imperiale del Brasile, da parte del ramo Vassouras. Secondo le preteste legittimiste monarchiche, egli sarebbe de jure Imperatore del Brasile con il nome di Luigi I.  morte di Luigi d'Orleans-Braganza, la linea di successione è la seguente:
1. Sua Altezza Imperiale e Reale il capo della casa imperiale del Brasile, principe del Brasile, principe d'Orleans-Braganza, nato nel 1941.
2. Sua Altezza Imperiale e Reale il principe imperiale del Brasile, principe del Brasile, principe d'Orléans-Braganza, nato nel 1986.
3. Sua Altezza Reale la principessa donna Maria Gabriella del Brasile, principessa d'Orléans-Braganza, nata nel 1989.
4. Sua Altezza Reale la principessa de Ligne, principessa del Brasile, principessa d'Orléans-Braganza, nata nel 1953.
5. Sua Altezza il principe ereditario di Ligne, nato nel 1989.
6. Sua Altezza Reale la principessa donna Maria di Liechtenstein, figlia di Francia, nata nel 1959.
7. Sua Altezza Serenissima il principe don Gabriele Carlo di Liechtenstein, nato nel 1998.
8. Sua Altezza Serenissima la principessa donna Leopoldina di Liechtenstein, nata nel 1990.
9. Sua Altezza Serenissima la principessa donna Maria Immacolata di Liechtenstein, nata nel 1991.
10. Sua Altezza Serenissima la principessa donna Margherita di Liechtenstein, nata nel 1995.
11. Sua Altezza Reale la signorina di Valois, figlia di Francia, nata nel 1962.
12. Sua Altezza Reale la duchessa vedova di Calabria, figlia di Francia, nata nel 1938.
13. Sua Altezza Imperiale e Reale l'arciduchessa donna Maria Colomba d'Austria, principessa delle Due Sicilie, nata nel 1966.
14. Sua Altezza Imperiale e Reale l'arciduca don Giovanni d'Austria, nato nel 1997.
15. Sua Altezza Imperiale e Reale l'arciduca don Luigi d'Austria, nato nel 1998.
16. Sua Altezza Imperiale e Reale l'arciduca don Filippo d'Austria, nato nel 2007.
17. Sua Altezza Imperiale e Reale l'arciduchessa donna Isabella d'Austria, nata nel 2000.
18. Sua Altezza Imperiale e Reale l'arciduchessa donna Carlotta d'Austria, nata nel 2003.
19. Sua Altezza Reale la duchessa vedova di Württemberg, figlia di Francia, nata nel 1940.
20. Sua Altezza Reale il duca di Württemberg, nato nel 1994.
21. Sua Altezza Reale la duchessa donna Dorotea di Württemberg, nata nel 1997.
22. Sua Altezza Reale il duca don Filippo di Württemberg, nato nel  1964.
23. Sua Altezza Reale il duca don Carlo Teodoro di Württemberg, nato nel 1999.
24. Sua Altezza Reale la duchessa donna Paolina di Württemberg, nata nel 1997.
25. Sua Altezza Reale la duchessa donna Anna di Württemberg, nata nel 2007.
26. Sua Altezza Reale il duca d'Aosta, nato nel 1967.
27. Sua Altezza Serenissima il principe don Umberto di Savoia Aosta, nato nel 2009.
28. Sua Altezza Serenissima il principe don Amedeo di Savoia-Aosta, nato nel 2011.
29. Sua Altezza Serenissima la principessa donna Isabella di Savoia-Aosta, nata nel 2012.
30. Sua Altezza Imperiale e Reale l'arciduca d'Austria-Este, principe del Belgio, nato nel 1955.
31. Sua Altezza Imperiale e Reale l'arciduca don Gioacchino d'Austria-Este, principe del Belgio, nato nel 1991.
32. Sua Altezza Imperiale e Reale l'arciduchessa donna Luisa Maria d'Austria-Este, principessa del Belgio, nata nel 1995.
33. Sua Altezza Imperiale e Reale l'arciduchessa donna Letizia d'Austria-Este, principessa del Belgio, nata nel 2003.
34. Sua Altezza Imperiale e Reale l'arciduca don Martino d'Austria-Este, nato nel 1959.
35. Sua Altezza Imperiale e Reale l'arciduca don Bartolomeo d'Austria-Este, nato nel 2006.
36. Sua Altezza Imperiale e Reale l'arciduca don Emmanuele d'Austria-Este, nato nel 2008.
37. Sua Altezza Imperiale e Reale l'arciduca don Luigi d'Austria-Este, nato nel 2011.
38. Sua Altezza Imperiale e Reale l'arciduchessa donna Elena d'Austria-Este, nata nel 2009.
39. Sua Altezza Reale il principe don Alessandro delle Due Sicilie, nato nel 1974.
40. Sua Altezza Reale la principessa donna Elena Sofia delle Due Sicilie, nata nel 1973.

Le case reali riconoscono Gastone Luigi come legittimo pretendente.

#### Pietro Carlo d'Orléans-Braganza
Il principe Pietro Carlo d'Orléans-Braganza, nato nel 1945, è discendente di Isabella del Brasile attraverso suo figlio Pietro d'Alcantara d'Orléans-Braganza. Nel 1908 Pietro d'Alcantara d'Orléans-Braganza volle sposare la contessa Elisabetta Dobrzensky de Dobrzenicz, una donna non sufficientemente nobile, violando così le leggi dinastiche della sua casa. Pietro, pertanto, per sposarla dovette rinunciare ai propri diritti di successione ed al titolo di erede al trono. Il principe Pietro d'Alcantara non ha mai contestato la validità della sua rinuncia.
Nonostante ciò, dopo la sua morte, suo figlio primogenito Pedro Gastão d'Orléans-Braganza ha respinto la rinuncia fatta da suo padre e si è autoproclamato pretendente al trono. Con la morte del principe Pietro Gastone, nel 2007, suo figlio il principe Pietro Carlo è ora considerato capo della famiglia imperiale da chi riconosce come valida la loro pretesa.
La linea di successione a Pietro Carlo d'Orléans-Braganza è attualmente:
1. Sua altezza imperiale e reale il principe Pietro Giacomo d'Orléans-Braganza, nato nel 1979.
2. Sua altezza imperiale e reale il principe Filippo Rodrigo d'Orléans-Braganza, nato nel 1982.
3. Sua altezza imperiale e reale la principessa Maria da Gloria d'Orléans-Braganza, nata nel 1946.

## Referendum
Il 21 aprile 1993 si tenne in Brasile un referendum istituzionale per la scelta della forma di governo. I sostenitori della monarchia ottennero solo il 13,4% dei voti.